# Gradius IV Fukkatsu
Gradius IV Fukkatsu é o quarto jogo da série Gradius, desenvolvido pela KCE Tokyo, distribuído e publicado pela Konami, o jogo foi lançaodo em fevereiro de 1999, é a sequência direta de Gradius III, o jogo foi lançado para Playstation, e logo depois para Playstation 2

## Jogabilidade
É praticamente a mesma de Gradius Gaiden, animações em 3D, vozes e sistema de escolha de armas, a única novidade do jogo é que  este título traz uma atualização considerável gráfica, especialmente com o uso de luzes coloridas.  Além disso, tem havido diversos adiciconamentos e remoções para o sistema de armas aboba, especificamente, o modo de edição foi removido e um sistema de ranking online foi adicionado.

## Sipnose
Depois das batalhas ocorridas em Gradius II e Gradius III, Gofer, o vilão do segundo jogo foi derrotado pela Vic Viper, a nave Gradiana e protagonista do jogo, um de seus pedaços ficou vagando pelo espaço, até cair na Terra, o que fez com esse pedaço sofresse uma multação, fazendo Gofer renascer outra vez, ele escravizar os humanos e resolve voltar a seus planos de dominação do Universo, porém a Terra, manda uma mensagem de Socorro a seu aliado, o planeta Gradius, os Gradianos recebem a mensagem e vão ajudar os humanos, as duas raças se unem novamente para ajudarem uma a outra na luta contra Gofer e seus exercito de Bacterians ressulcitado novamente.

## Fases
As fases dos jogos são praticamente remakes de fases anteriores, sendo que algumas possuem um pouco de luz e não tradicionalmente o espaço sideral negro e iluminado de estrelas. Confira as fases:
- Liquid Metal: Uma fase feita de metal liquido quente, e muito resplandecente, o chefe é um dragão de três cabeças.
- Plant: Um planeta Florestal novamente, com plantas canivoras e outros monstros vegetais, o chefe é uma planta monstro gigante.
- Magma: A fase do vulcão novamente, mas ao contario dos jogos anteriores em que os vulcões atiravam pedras, aqui é lava vulcanica mesmo, o chefe é um Trilobita alienigina gigante.
- Bubble: Uma fase de gelo outra vez, so que agora com bolhas de água, e alguns bichos alieniginas, o chefe é uma nave espacial gigante que ataca com tiros d'água.
- Moai: Outra vez a fase da Ilha de páscoa, o chefe são dois colossos gigantes, que agora atiram lasers pelos olhos.
- Cell: O interior do corpo de um alienigina super gigante, parecendo um estomago, o chefe é um mostro com tentaculos e um olho gigante.
- High Speed: Uma fortaleza gigante, só que agora ela é bem rapida, o chefe é uma nave gigante que fica invisivel.
- Boss Rush: Todos os chefes das fases ateriores e novos chefes apenas deste modo.
- Mother Ship: A Nave Mãe alienigina novamente, o chefe Gofer, só que agora mais forte e perigoso.

## Recepção e Critica
O jogo recebeu criticas positivas por parte de fãs e criticos de jogos, sendo um dos jogos mais inovaveis de todos os tempos. Sendo sua trilha sonora a melhor.